# Haliplus gravidus
Haliplus gravidus är en skalbaggsart som beskrevs av Aubé 1836. Haliplus gravidus ingår i släktet Haliplus och familjen vattentrampare. Inga underarter finns listade i Catalogue of Life.